# Indische Cricket-Nationalmannschaft gegen die West Indies in der Saison 1999
Die Tour der indischen Cricket-Nationalmannschaft gegen die West Indies in der Saison 1999 (aus Sponsoren-Gründen auch DMC Cup 1999) fand vom 11. bis zum 14. September 1999 in Kanada statt. Die internationale Cricket-Tour war Bestandteil der Internationalen Cricket-Saison 1999 und umfasste drei ODIs. Indien gewann die Serie 2–1.

## Vorgeschichte
Die West Indies spielten zuvor ein Drei-Nationen-Turnier in Singapur, Indien ein Drei-Nationen-Turnier in Sri Lanka.
Ursprünglich war geplant, dass Pakistan gegen Indien wie in den Jahren zuvor diese Tour in Kanada gegeneinander austragen würden. Als Folge des Kargil-Kriegs wurden jedoch kurzfristig die West Indies hinzugezogen, die jeweils gegen beide Mannschaften eine Tour abhielt. Die Tour gegen Pakistan fand direkt im Anschluss daran statt.

## Stadien
Das folgende Stadion wurden für die Tour als Austragungsort vorgesehen.
| Stadion                                          | Stadt   | Kapazität | Spiele      |
| ------------------------------------------------ | ------- | --------- | ----------- |
| Toronto Cricket, Skating and Curling Club Ground | Toronto | 4.875     | 1. – 3. ODI |

## Kaderlisten
Die Mannschaften benannten die folgenden Kader.
| ODI | ODI |
| West Indies | Indien |
| --- | --- |
| - Jimmy Adams - Hendy Bryan - Sherwin Campbell - Shivnarine Chanderpaul - Corey Collymore - Mervyn Dillon - Chris Gayle - Adrian Griffith - Ridley Jacobs - Reon King - Brian Lara - Ricardo Powell - Courntey Walsh | - Nikhil Chopra - Rahul Dravid - Sourav Ganguly - Sunil Joshi - Vinod Kambli - Hrishikesh Kanitkar - Jacob Martin - Debasis Mohanty - Mannava Prasad - Venkatesh Prasad - Sadagoppan Ramesh - Robin Singh |

## One-Day Internationals

### Erstes ODI in Toronto
| 11. September Scorecard | Toronto | West Indies 163 (46.2)       | – | Indien 165-2 (37.2) |
|                         |         | Indien gewinnt mit 8 Wickets |   |                     |

### Zweites ODI in Toronto
| 12. September Scorecard | Toronto | West Indies 190-6 (50)          | – | Indien 120 (41.5) |
|                         |         | West Indies gewinnt mit 70 Runs |   |                   |

### Drittes ODI in Toronto
| 14. September Scorecard | Toronto | Indien 225-7 (50)          | – | West Indies 137 (34.2) |
|                         |         | Indien gewinnt mit 88 Runs |   |                        |